# Z.O.E Dolores, i
『Z.O.E Dolores, i』（ゾーン・オブ・エンダーズ ドロレス・アイ）は、2001年4月6日よりテレビ東京系で放送されたロボットアニメであり、コナミのゲームシリーズ『ZONE OF THE ENDERS』のメディアミックス作品の一つ。

## 概要
時間軸的にはPlayStation 2用ゲームソフト『ZONE OF THE ENDERS Z.O.E』（以下、『Z.O.E』）の後の話だが、内容的にはOVA『Z.O.E 2167 IDOLO』の続編にあたる。初老の運び屋ジェイムズ・リンクスと、彼を「おじさま」と呼んで慕う巨大ロボットオービタルフレーム（以下OF）のドロレスを中心に、陰謀と戦乱の中での家族を描いた作品。
物語の前半では、無実の罪で指名手配されてしまったジェイムズが、二人の子供やドロレスと逃亡生活を送りながら、一家の大黒柱として冷え切った親子関係を修復しようと奮闘する様子を描き、家族の問題が解決した終盤では、ドロレスを狙う武装組織バフラムとの死闘や軌道エレベータをめぐる攻防を描いている。
『Z.O.E 2173 TESTAMENT』では本作の事件は「軌道エレベーター倒壊危機」として語られている。『ANUBIS ZONE OF THE ENDERS』では「数年前に火星のタカ派が地球を襲撃しようとしたが火星の別勢力の介入で失敗に終わった」と語られており、『ANUBIS』の時代にバフラムが火星の武力制圧に乗り出した理由となっている。
東京ゲームショウ2011で、BD-BOXの発売が発表された。2012年10月24日に発売。

## 登場キャラクター
ジェイムズ・リンクス
声 - 玄田哲章
主人公。49歳。元地球軍人で、運び屋として生活している。離婚した妻レイチェルがダイモス事件で死亡したという報告を受けてその真相を探ろうとするが、軍の隠蔽工作などで捜索が難航し、裏社会から真相を探るべく軍を退役して運び屋となった。
調査の成果は上がらず家庭崩壊を招いてしまう中、死亡したと思われていた妻レイチェルからドロレスを託された事で地球と火星の双方から追われる身となる。その道中、ドロレス絡みから全く無関係なものまで多種多様なトラブルに巻き込まれるもレイチェル捜索を諦めず、崩壊した家族を立て直そうとする。
一見陽気なだけの中年男だが、筋の通った硬派な熱血漢の一面も持つ。物語終盤では自らOF「ドロレス（イシス）」に指示を出して戦い、復讐のため暴走するナフスに熱弁と鉄拳制裁を振るった。
ドロレス
声 - 桑島法子
OF「イシス」に搭載されたAIがある矛盾した指令に対する苦肉の策として創りだした「何一つ知らない無垢な少女」の仮想人格。拾い主であるジェイムズを「おじさま」と呼んで慕う。レイチェルから教えられた子守唄を歌ったり、保護シートでドレスを作って踊ったり、スクラップで造花を作ってジェイムズにプレゼントするなど、性格や仕草は無邪気で、世間知らずの箱入り娘そのもの。
完成直後、ナフスの真意に気付いた開発主任レイチェルによって元夫ジェイムズに託されるが、ジェイムズと出会った当初は自らがオービタルフレームという人型兵器であることさえ自覚しておらず、ジェイムズを助けるための手加減知らずの行動で、ジェイムズ達が地球と火星両方から追われる原因となってしまうなど、あらゆる意味で常識が通じなかった。
物語序盤は、仮想人格の立場上、窮地に陥るとAI内の主人格であるイシスが強制起動し、外装も変形して本来の戦闘能力を発揮するようになっていたが、ジェイムズ達と過ごす内に経験を積み自我を確立した事でイシスに対する支配力を強め、後にレイチェルの手によりAIが調整された事で、ドロレスとしての自我を保ったまま全力で戦えるようになる。しかし、ハトールに敗れデータを吸い出された事で変形機能を失ってしまったため、最後の戦いでは素のドロレスのまま戦った。
ドロレスの名称は、開発者のレイチェルが助手のドロレス・ヘイズから貰ったものだったが、レイチェルの知らない所で、ベース機となったIDOLOに絶命寸前だったドロレス・ヘイズ本人の記憶がコピーされていた。
作画や動きは設定画よりさらに女性風にディフォルメされ、男性器の位置にあるOF特有の操縦席も、極力目立たないようなアングルで描かれている。
レオン・リンクス
声 - 宮本充
25歳。リンクス家の長男。地球圏のとある大企業の部長補佐。ジェイムズとは縁を切っていたが、彼が殺人の冤罪をかけられた際に「血縁だから」という理由で解雇されてしまう。
家庭崩壊の原因である父（実際に原因を作ったのは母だった事は彼女に再会するまで知らなかった）に強く反発しており、行動に幼さも残るマザコンだが、コンピューターに強く会社や軍のネットワークへ侵入したり、火星突入の際にガラクタで作ったカプセルの軌道計算とシミュレーションを行っている。後日談では父親に倣ってワイルドになり、就職するたびに職場でセクハラなどをする上司に鉄拳制裁を喰らわせ解雇されるといった行動を繰り返している。
ノエル・リンクス
声 - 日高奈留美
23歳。リンクス家の長女。建築現場監督だったが、凶報を聞いてそのまま職場放棄している。
姐御肌で、兄レオンよりも大人びている。レオンとは違い、ジェイムズに対しては熱血漢ぶりを敬遠しつつもそれほど嫌ってはいないのに対し、自分たちより仕事を選んだレイチェルには複雑な思いを抱いていた。そのため、再会した際にジェイムズを殴ったレイチェルに対し、抗議しながら平手打ちを食らわせている。後日談では、多数の子猫に囲まれる生活を送っており、髪はショートカットになっていた。
ピート（ペトロニウス）
ジェイムズが家族への手土産に買った仔猫。ノエルに溺愛されている。頭が良く、人間の言葉を理解して行動している節がある。後日談ではすっかりデブ猫になっており、多数の自分の子供達に囲まれてノエルに抱きかかえられていた。名前の由来はロバート・A・ハインラインのSF小説「夏への扉」に登場する猫・護民官ペトロニウス。
レイチェル・スチュアート・リンクス
声 - 榊原良子
47歳。史上初のOF「IDOLO」開発計画の元主任技術者で、『Z.O.E 2167 IDOLO』にも登場。地球人の夫ジェイムズと二人の子供と幸福な家庭を築いていたが、故郷である火星のため離婚して帰郷。バフラムの数的劣勢を質で補うべく、一騎当千の新兵器OFを開発する。
ジェイムズと同年代だが、目元の小皺以外そうは見えない若々しさの持ち主。『Z.O.E 2167 IDOLO』で死亡と公表されていたが、実は生きていてOF「イシス」「ハトール」開発を続けていた。ラダムの真意が地球全土の無差別破壊にあると知り、それを阻止すべく地球侵攻の要のドロレス（イシス）を元夫であるジェイムズの許に逃がした。しかし、自分と再会するためドロレスを連れてラダムの掌中までのこのことやってきてしまったジェイムズに当然、感激どころか激怒し、二人の再会の場は彼女の怒りと涙の鉄拳制裁との場となってしまったが、これに怒ったノエルに抗議と平手打ちをされ、故郷のためとはいえ自分が一人家を出たことも家族を危険にさらした原因だと悟る。
後に復縁し、最終話の後日談では3人目となる子供を妊娠していた。
ナフス・プレミンジャー（ラダム・レヴァンズ）
声 - 子安武人
火星最大の兵器産業N.U.T.（ネレイダム・ユニバーサル・テクノロジ）の会長。
『Z.O.E 2167 IDOLO』に登場するラダム・レヴァンズと同一人物。2167年に発生したダイモス事件において、搭乗機イドロとともに地球軍、バフラム双方のLEVの大部隊による集中砲火を浴び死亡したと思われたが、瀕死の状態で先代ナフスの命を受けたヤンに救助され、身体の欠損部分をメタトロン製義肢で補い生存していた。
その後、ナフスから名前と財力、権力を受け継いで「ナフス・プレミンジャー」となり、「イシス」「ハトール」の建造、地球の役人やバフラム軍最大派閥である「ノウマン派」に対する根回しなどを行った。
恋人であるドロレス・ヘイズの死や、移植されたメタトロンの悪影響を受けて精神が不安定となり、行動目的も、武力による火星圏の独立から軌道エレベーター倒壊による地球全土への大規模破壊へと変質していった。
イシスが完成し計画を実行に移そうとした矢先、レイチェルによるイシスの逃亡が発覚。代替機ハトールを完成させるものの復讐を成し遂げる為には、イシス内のある「マス・コントロール・システム」が必要不可欠であった（メタトロンコンピュータープログラムは性質上ファイルのコピーが出来ない）ため、これを奪還すべく幾度も刺客を送り込んでいる。その一方でレイチェルが生きている事を確信しているジェイムズに対して、あえて情報を断片的に残しておくことで火星まで来ざるを得ないよう仕向け、レイチェルと再会した直後を狙い自ら操縦するハトールでイシスからプログラムを奪い、地球侵攻を開始する。
ハトールと、その指揮下の量産型無人OF「ラプター」の大群、特攻用巨大OF「アブ・シンベル」の圧倒的な破壊力で地球軍を翻弄したが、軌道エレベーター倒壊寸前、駆けつけたドロレス（イシス）との一騎討ちに敗北。メタトロンの呪縛から解放され正気に戻り、恋人「ドロレス」の願いに応えてOFドロレスにプログラムを返し、ドロレスの子守唄に包まれながら安らかな笑顔で死んでいった。
ドロレス・ヘイズ（ドリー）
声 - 桑島法子
『Z.O.E 2167 IDOLO』にも登場。ラダムの恋人で、レイチェルの助手。
『Z.O.E 2167 IDOLO』で死亡しているが、死の間際に彼女の記憶がIDOLOのメタトロンに取り込まれており、イドロの残骸を元に作られたイシス（ドロレス）とハトールにも記憶が宿っている。ドロレスを失った絶望と憎悪、そしてメタトロンによる精神汚染により自身の作った幻影をドロレスだと信じ続けていたラダムは、OF「ドロレス」に本物のドロレスの記憶が残っている事に気づいていなかった。最終話でラダムの前に現れ、OFドロレスの許へ導いた。
レベッカ・ハンター
声 - 中西裕美子
ラダムの養女。ラダムを「父様」と慕い、彼の言うこと全てを信じ従う。
火星育ちとして地球人への憎悪を持っており、自分がイシスに搭乗してラダムのため戦うと信じてドロレスに挑んだが、敗北して捕虜になり、ジェイムズという別の父親像、地球人像に接して戸惑う。その後、自分を敵として扱わないドロレスとジェイムズの存在に苛立ちながらも、一方でその言葉に心揺れる自分を誤魔化すため、過剰に執着し攻撃を繰り返すようになる。しかし、軌道エレベータでの戦いで唯一の拠り所としていたラダムに捨てられ、彼自身の手で殺されそうになりようやくジェイムズの言葉の正しさを認める。最終的には生き残り、後日談では、ジェイムズに「地球人の温かさも悪くない」とメールを送った。
アクセル
声 - 鉄野正豊
ラダムの養子。熱血漢でレベッカに気があるが、ラダム一筋のレベッカは気づいていない。ラリーとは馬が合わず何かと衝突していたが、最後の最後で彼の本音に触れた。戦いが終わった後は、中破状態のOFオルタネイトでレベッカと共に地球に降下。ネイトの残骸を背にレベッカと共に砂浜を歩いていたシーンを最後に、後日談には未登場。
ラリー
声 - 岸尾大輔
ラダムの養子。表向きはクールな性格で、任務を最優先事項としている。養父であるラダムには恩を感じているが、レベッカ達義兄弟には何も感じていないと公言していた。だが、地球軍の攻撃で窮地に陥ったアクセルをとっさに庇い、口調だけは最後までクールを装ったまま死んでいった。
ナフス・プレミンジャー（先代）
声 - 不明
ダイモス事件で瀕死の重傷を負ったラダム・レヴァンズを救出し、「火星の希望」であるとして蘇生手術を施した人物。その後、己の意思を継ぐ後継者としてラダムに新しい名と資産の全てを譲る。ラダムが決起する直前、病床の中で息を引き取った。彼が生涯追い求めたのは地球を炎に包み火星に未来をもたらす事であり、それはラダムの復讐とも一致していた。
ヤン
声 - 鈴木泰明
先代ナフス以来、ネレイダム直属の工作員の長を務める老人。ドロレス強奪を命じられ、配下のヤンにジェイムズたちを襲わせる。
物語終盤、母艦機能を持つ超大型OFアブ・シンベルで地球へ出撃したラダムに、事後の後始末を託され火星に残った。その後どうなったかは不明。
第一のヤン
声 - 稲田徹
ラダム直属の工作員の一人。長のヤンと志を一つにしていることを示すため、全員が名前だけでなく容貌まで整形で若い頃のヤンと同じにしている。
ドロレス強奪の実行犯で、ジェイムズに殺人の濡れ衣を着せる。
第二のヤン
声 - 松本大
第一のヤンに加勢し、第三のヤンと共に三人でドロレスを襲う。
第三のヤン
声 - 土門仁
第二のヤンと共に三人でドロレスを襲った。
第四のヤン / ニコライ
声 - 関俊彦
実の兄弟だった第五のヤンの仇をとるべく、顔を整形前の素顔に戻してノエルに接近した。けじめを付けるべく、ドロレスと一対一の決闘を望み、人質としてノエルを拉致。一度はドロレスを追い詰めるが、イシスが強制起動して敗死した。敵ではあるが節度は持っており、ノエルに対しては終始丁寧な態度で接し傷つけるような事は一切しなかった。計画の内容を記した大量の情報ディスクをバッグに入れ、監禁場所のトレーラーに残していた。
第五のヤン
声 - 千葉一伸
実の兄弟である第四のヤンと二人一組でドロレスに挑むが敗北。目くらましにより、ドロレスと誤認した兄の攻撃により死亡した。
第六のヤン
声 - 松本大
ナフスに率いられ、アブ・シンベルで地球に特攻。
シンディ・フィオレンティーノ
声 - 落合るみ
ジャーナリスト。火星から軌道エレベーターでの戦いまでジェイムズ一家に同行し、事件の一部始終を取材した。厚かましく、空気を読めない性格。後日談では雑誌の表紙として登場した。
バーン・ドルフォーム
声 - 長島雄一
地球の国連警察機構ワイヤードの本部長。普段はオカマ口調で話してはいるが、血気盛んで怒るとヤクザのような荒っぽい言葉遣いになる。
エンダー（非地球人）全般を忌み嫌い、ろくに調べもせずにジェイムズを火星の手先の殺人犯と決めつけた。ジェイムズの事を火星シリーズの主人公になぞらえジョン・カーターと呼んで嫌悪している。
後に艦隊を率いて火星まで追撃し、ジェイムズを追うためにマーシャント（火星住人）への非道な行いを繰り返す。その後、事件の全容を知った部下サメジに指揮権を剥奪された後も自らLEVでドロレスやハトールに襲いかかったが、ハトールの攻撃の前に成す術も無く撃墜、コックピット爆発によって身を投げ出されて死亡する。
サメジ
声 - 立木文彦
バーンの部下。いつもバーンの尻拭いをさせられ、バフラムと地球艦隊の交戦の後始末、ラダムの地球攻撃への対応まで押し付けられた。
ジェイムスが絡んだ一連の事件の事実を知った後はリンクス一家に協力するようになり、本来の職務を忘れてジェイムスへの私怨で暴走するバーンから本部長としての指揮権を剥奪し、本部長代理となった。
DVD最終巻に収録されている映像特典のおまけアニメによれば、本作の事件が終結後にワイヤードの本部長に昇格した模様。
バジリコ・バジリスク
声 - 江川央生
火星のバジリコマフィアのドン。ミリンダに気があり、恋敵であるジェイムズを叩きのめすが、後に陰謀に巻き込まれたジェイムスを救う場面もあった。
ミリンダ・ガーゴイル
声 - 弥永和子
火星ステーションの女詐欺師。ジェイムズを何度もカモにしている。ジェイムズに惚れていたが、恋敗れて最終的にはバジリコと一緒になっていた。
リンダ・ローランド
声 - 高島雅羅
レオンが勤めていた大企業の部長で元上司。部下に厳しく利己的だがその分有能で顔も広い。既婚者でレオンとは愛人関係にあり、彼を部長補佐のポジションに押し上げ仕事や女の扱いを教え込んだ。またスタイルの良い年増美女で、ノエルによれば母親のレイチェルに似ている。
事件後解雇されたレオンに嘆息していたが、同時に舞い込んだ情報からドロレスを入手し軍に売り渡す為、彼を利用しようとするも失敗する。その際レオンに銃を突き付け「マザコン坊や」と蔑称し、裏切られたレオンは彼女に”知的に見える”と教えられ掛けていた眼鏡を叩き割り離別する。
ミッチャム・セルバンテス
声 - 辻村真人
閉鎖される博物館に住み着いている老館長。指名手配され、地球から飛び立てないリンクス一家に、我が子のように大切にしていた展示品の大型ロケットを提供し、打ち上げに協力する。
ライアー・スターフィールド
声 - 塩屋浩三
火星の闇商人。ジェイムズに危険な仕事ばかり回してきたが、ドロレス入りのコンテナの配送という仕事を回してしまったばかりに、戻ってきたジェイムズに半ば脅され旅に同行させられる。その後、ラダムを追ってリンクス一家が火星から地球へと旅立つ直前に、ドロレスの頼みで額のISISの刻印をDoloresへと書き換え、旅立つ一行をダイモス基地から見送った。
なお、その後を描いた『Z.O.E 2173 TESTAMENT』にも登場しており、前述の一件を相当根に持っているようで、ジェイムズの事を恨んでいる。
ノウマン
声 - 中田譲治
本名リドリー・ハーディマン。声や容姿（容姿は『Z.O.E』プレミアムパッケージ同梱の設定資料集のラフイラストがベース）は異なるが、『Z.O.E』及び『ANUBIS ZONE OF THE ENDERS』にも登場。
OFアヌビスと共に現れ、かつて自分が搭乗していたOFセルキスを駆るレベッカを模擬戦で一蹴して飛び去る。またハトールを駆るラダムの前に再び現れ、地球壊滅の主役をラダムに譲って去った。
アイザック・バレット
声 - 大林隆介
ジェイムスが「理想の父親像」として愛読している著書「HOW TO BE A DADDY」の作者。
逃亡劇の最中、ひょんな事から憧れの作者であるアイザックとの対面に感激するジェイムズだったが、肝心のアイザック本人はジェイムズ以上のダメ親父で、息子のショーン（声 - 小西克幸）は傷害沙汰で刑務所送りになっていた。ジェイムズらによってアイザック親子が「親子のあり方」を教わる結果となる。
ジョン・カーター
エドガー・ライス・バローズの小説『火星のプリンセス』の主人公。高潔で熱血な元南部連合軍の軍人。
敗戦後に流れた西部で先住民に襲われ、致命傷を負って昏倒。目が醒めるとなぜか戦国乱世の火星に転移していて、火星の低重力下での体力差と南軍仕込みの剣技、熱き誇り高い心で大活躍。そして、冒険の果てに火星ヘリウム王国のデジャー・ソリス王女と結ばれる、という異世界ファンタジーヒーローの元祖で、今も一部では人気が高い。
ノエルは「愛する妻のために火星にまで赴く男」という肯定的な意味でジェイムズをジョン・カーターになぞらえていたのに対し、バーンは「侵略宇宙人の代表である火星人の大物」という意味でジェイムズをジョン・カーターと呼び続け、火星全土への演説の中でもこの名を叫んだ。

## メカニック
イシス（ドロレス）
バフラム軍のナフス（ラダム）派によって（表向きは）地球軌道エレベーター制圧作戦の為に、数年前に大破した史上初のOF「イドロ」の残骸をベースに、同作戦の指揮官機として建造された。主な武装は、腕部を剣状に変形する「スマッシュパドル」、同じく腕部を銃状に変形する武装（名称不明）、胸部のベストアーマーを変形させる対要塞用マイクロウェーブ、またはプラズマ粒子砲「バーストランス（威力は幅広く調整可能な事からジェイムズ達は「電子レンジ砲」と呼んでいた）」。どちらかといえば武装は副次的なもので、主な運用は無人OFラプターの大群を制御するプログラム「マス・コントロール・システム」による指揮管制である。完成直後、ナフスの真意に気付いた開発主任レイチェル・リンクスによって既に組み込まれていたOSの基幹指令の「任務遂行」に新たに「任務阻止」を追加、死亡した助手「ドロレス」の名前を与え、元夫ジェイムスの元に逃がした。ジェイムスと出会うまでの間、相反する命令を与えられたAIは膨大な数のシミュレートを繰り返した結果、「自分自身を含めて無知ではあるが、それら全てを受け入れられる」仮想人格「ドロレス」を創り上げた。
物語序盤では自身について全く無知な「ドロレス」の人格が躯体制御していた為に、量産機である有人型ラプター一機にすら翻弄される場面もあった。しかし、イドロの残骸から開発されたワンオフ機である事から、劇中においても月から地球間を十数秒で移動し、時速40万キロ以上の速度で海面に激突してもまったくの無傷だったり、その後数秒足らずで地表から大気圏を離脱しつつ、バーストランスで数百キロの衛星を真っ二つにするなど、その過剰性能を如何なく発揮する。その反面「無知な少女」の人格の性質上、戦闘に関しては素人以下で窮地に陥るたびに暴走という形で戦闘を司る主人格「イシス」が強制起動、本来の戦闘用OFとして望まない戦闘を繰り返していたが、中盤からは経験を重ねた事で確固たる自我を確立した「ドロレス」が「イシス」に対する支配力を強め一部機能を使用可能になった。レイチェルを救出した後にAIが調整され、「イシス」と「ドロレス」を遠ざける事で主人格を変更し全機能を使用可能になった。
物語終盤、姉妹機ハトールとの初戦で主人格「イシス」ごと「マス・コントロール・システム」を奪われ、それによって変形などの戦闘機能を一部使用できなくなるが、これにより「ドロレス」が躯体全機能を掌握することになる。その後、額の刻印を「ISIS」から「Dolores」へと書き換え、狂気に憑りつかれたナフスとハトールに対し軌道エレベーター内で再戦に挑む。両者の性能が互角である以上、フレームランナー（操縦者）の差がそのまま戦闘力の差となる。一流かつ経験豊富なナフスと指示するだけのジェイムズでは話にならず、初戦同様、一方的に痛めつけられるだけだったが、土壇場で、ハトールが頻繁に使っていた「ベクタートラップ」の空間圧縮を自機に向けて発動したことで勝利を収める。その後、軌道エレベーターの倒壊を食い止めるため、ハトールと指揮下に置いたラプター群のメタトロンを使い、ベクタートラップで月と軌道エレベータの間の空間を圧縮、月の重力でエレベータを支えたが、周囲のOFと機体の全エネルギーを超える出力を放出したため、メタトロンが組織崩壊を起こして機能停止した。
その後、ドロレスは新エンダー号の制御用として別のコンピュータに移植され、「世界一優秀なAI」としてギネス・ワールド・レコーズにも掲載された。新エンダー号の艦首にはOFドロレスの頭部を模した装飾が施されており、オービタルフレームだったころ同様に、頭部の突起が感情に合わせて動く。
機体名の由来はエジプト神話の女神イシスから。
ハトール
イシスの逃亡により急遽製造された代替機で、イシス同様にイドロの残骸から造られた有人型OF。AIユニット名は不明。形状は大きく異なるものの開発経緯からイシスとは姉妹であり、武装を含めた性能も同一の存在。主な武装はイシスと同じくスマッシュパドルとバーストランスだが、バーストランスは脚部の翼状のジェネレータを挟んで収束する。
ドロレスと同じ経緯で開発されている事から、本機もまた「ドロレス・ヘイズ」の記憶を受け継いでいるはずだが、彼女の負の面しか現れなかったようである。
登場直後は腕を収納しており、足首から伸びる全身を覆う巨大な羽衣状の装甲に包まれていた形態「ハトール・チャイルド」で出撃した。その状態でドロレスに勝利した直後に腕を開放、掌からドロレスに接続して「マス・コントロール・システム」を奪った事で完成し、頭部装甲の一部と脚部の羽衣状の装甲が翼状のジェネレータに変化、完全態へ移行した。「ベクタートラップ」を利用した攻撃の反射や、圧縮した空間に身を隠してのステルス行動、「ゼロシフト」に似た機能も有し、軌道エレベータでのドロレスとの決戦で終始優勢に戦いを進めたが、止めを刺そうとした瞬間に本機がベクタートラップを使った回避をドロレスにも使われて、攻撃を回避されAIユニットを破壊されて敗れる。その後、正気に戻ったラダムの手でドロレスにマス・コントロール・システムを返還した。
機体名はエジプト神話の神ハトホル（ハトール）から。

エンダー号
ジェイムズ・リンクスが船長の民間宇宙船。キール（竜骨）を中心に船首にブリッジ。両舷にカーゴコンテナ。船尾に機関部を備えたユニット構造を持つ貨物船。船内にはビールの空き缶がそこら中に転がっている。指名手配により追っ手から逃れるべく、隠蔽のためにデブリ宙域に停泊していたのが幸いし、ラダムによる宇宙船壊滅作戦から生き残り、後半ではブースターを追加してアブ・シンベルを追撃可能な唯一の宇宙船として活躍する。軌道エレベータを巡る戦いで大破。
エンダー号（二代目）
エンダー号喪失後にジェイムズ・リンクスが入手した新造貨物宇宙船。構造は先代と大差ないが、船体は大型化され（その大半はドロレスのAIブロックで、メタトロンを用いたAIから通常のコンピューターにトランスプランテーションした弊害である）頭脳としてドロレスのAI人格が搭載されている。船首上甲板にOFドロレスの頭を模したセンサーユニットがあり、耳状のアンテナが動くギミックが備えられている。夫婦で乗り組んでいるのでビール缶が船内に散乱する事はなくなったが、ジェイムズは洗濯物をコンピュータルームに干す癖があり、ドロレスに「水気は大敵」と怒られていた。
アブ・シンベル
ラダムが火星で極秘裏に建造した大型宇宙船級の超巨大OF。軌道エレベーター倒壊作戦の旗艦としてダイモス・ステーションを制圧後、カタパルトを奪取。追撃を断ち切るため、火星圏にあった長距離宇宙船を全て破壊して、地球へと侵攻した。ハトールを筆頭に数百のオービタルフレームを搭載可能、巨体に相応しい武装と膨大な出力のベクタートラップを有するが、殆どが一度しか使用出来ない代物で、OFとは名ばかりの特攻機である。地球侵攻後、全てのラプターを射出、本来の目的である特攻を敢行、地球軍の大半を道連れに自爆した。機体名はエジプトのアブ・シンベル神殿から。

## スタッフ
- 企画 - サンライズ
- 原作 - KCEJ
- 監督 - 渡邊哲哉
- シリーズ構成 - 吉田伸
- メインキャラクターデザイン - 平山円
- キャラクターデザイン - 堀井久美
- メカニックデザイン - 鈴木勤、宮澤努
- 美術設定 - 平沢晃弘
- 美術監督 - 佐藤勝
- 美術監修 - 佐藤浩
- 色彩設計 - 中里智恵
- 撮影監督 - 渡辺由利夫
- 編集 - 山森重之
- 音響監督 - 鶴岡陽太
- 音楽 - 七瀬光
- 音楽ディレクター - 井上俊次
- コンセプトアドバイザー - 谷崎あきら
- ビジュアルアドバイザー - 村田護郎
- 企画プロデューサー - 宮河恭夫
- プロデューサー - 大島満、藤原麻千子、指田英司、大橋千恵雄
- 製作 - バップ、サンライズ

## 主題歌
オープニングテーマ「Zone of the Enders」
作詞・作曲・編曲・歌 - LAZY（ランティス、LACM-4015）
エンディングテーマ「Ring on the World」
作詞 - 葉月圭 / 作曲 - 伊藤真澄 / 編曲 - 七瀬光 / 歌 - Heart of Air（ランティス、LACM-4020）

## 各話リスト
各サブタイトルの多くは映画や小説のタイトルから採られている。
| 話数 | サブタイトル             | 脚本            | ストーリーボード | 演出                | 作画監督              | メカ作画監督  | 放送日        |
| ---- | ------------------------ | --------------- | ---------------- | ------------------- | --------------------- | ------------- | ------------- |
| 1    | ジェイムズの災難         | 赤星政尚 吉田伸 | 西森章           | 森邦宏              | 寺岡巌                | -             | 2001年 4月6日 |
| 2    | 死刑台のエレベーター     | 赤星政尚        | 越智浩仁         | 吉村章              | 森下博光              | 吉田徹        | 4月13日       |
| 3    | レオンの選択             | 吉田伸          | 横田和           | 横田和              | 米山浩平              | -             | 4月20日       |
| 4    | ファイナルカウントダウン | 吉田伸          | 寺東克己         | 喜多端徹            | 竹内浩志              | 川原智弘      | 4月27日       |
| 5    | 死への逃避行             | 吉田伸          | 西村純二         | 森邦宏              | 平山円 堀井久美       | 鈴木勤 宮澤努 | 5月4日        |
| 6    | GET AWAY                 | 吉田伸          | 寺東克己         | 岡本英樹            | 桜井正明              | 安城義治      | 5月11日       |
| 7    | アンタッチャブル         | 鈴木やすゆき    | 香川豊           | 吉村あきら 小倉宏文 | 森下博光              | 吉田徹        | 5月18日       |
| 8    | 仁義の墓場               | 鈴木やすゆき    | 横田和           | 横田和              | 米山浩平              | -             | 5月25日       |
| 9    | ロスト・イン・スペース   | 西園悟          | 青山正宣         | 山崎茂              | 青山正宣              | -             | 6月1日        |
| 10   | トータル・リコール       | 西園悟          | 吉永尚之         | 喜多端徹            | 竹内浩志              | 川原智弘      | 6月8日        |
| 11   | タイト・ロープ           | 松崎健一        | 西村純二         | 高山功 森邦宏       | 平山円 堀井久美       | 鈴木勤 宮澤努 | 6月15日       |
| 12   | ダイ・ハード             | 松崎健一        | 西村純二         | 小倉宏文 吉村あきら | 森下博光              | 吉田徹        | 6月22日       |
| 13   | 赤い砂漠                 | 吉田伸          | 寺東克己         | 福本潔              | 大森英敏 米山浩平     | -             | 6月29日       |
| 14   | レベッカ                 | 西園悟          | 森邦宏           | 森邦宏              | 竹内浩志              | 安城義治      | 7月6日        |
| 15   | 砂の器                   | 西園悟          | 西村純二         | 藤本義孝            | 青山まさのり 渡辺和夫 | -             | 7月13日       |
| 16   | 大いなる幻影             | 吉田伸          | 西村純二         | 喜多端徹            | 森下博光              | 吉田徹        | 7月20日       |
| 17   | 家族ゲーム               | 鈴木やすゆき    | 横田和           | 横田和              | 米山浩平              | -             | 7月27日       |
| 18   | 真昼の決斗               | 西園悟          | 寺東克己         | 小倉宏文 吉村あきら | 大森英敏              | -             | 8月3日        |
| 19   | 再会の時                 | 松崎健一        | 西村純二         | 森邦宏 高山功       | 竹内浩志              | 安城義治      | 8月10日       |
| 20   | 動乱                     | 吉田伸          | 西村純二         | 福本潔              | 森下博光              | 吉田徹        | 8月17日       |
| 21   | 北北西に進路を取れ       | 鈴木やすゆき    | 吉永尚之         | 喜多端徹            | 米山浩平              | -             | 8月24日       |
| 22   | 激突                     | 松崎健一        | 寺東克己         | 小倉宏文 吉村あきら | 大森英敏              | -             | 8月31日       |
| 23   | さよならマーズ           | 西園悟          | 香川豊           | 吉村あきら          | 竹内浩志              | 安城義治      | 9月7日        |
| 24   | バニシング・ポイント     | 吉田伸          | 西村純二         | 岡本英樹            | 森下博光              | 吉田徹        | 9月14日       |
| 25   | 嘆きの天使               | 吉田伸          | 松園公           | 小林孝嗣            | 米山浩平              | -             | 9月21日       |
| 26   | 武器よさらば             | 吉田伸          | 西村純二         | 喜多端徹            | 平山円 堀井久美       | 鈴木勤        | 9月28日       |

## 放送局
| 放送地域   | 放送局       | 放送期間                 | 放送日時                              | 放送区分                                             |
| ---------- | ------------ | ------------------------ | ------------------------------------- | ---------------------------------------------------- |
| 関東広域圏 | テレビ東京   | 2001年4月6日 - 9月28日   | 金曜 26:30 - 27:00                    | テレビ東京系                                         |
| 大阪府     | テレビ大阪   | 2001年4月11日 - 10月3日  | 水曜 26:45 - 27:15                    | テレビ東京系                                         |
| 愛知県     | テレビ愛知   | 2001年4月12日 - 10月4日  | 木曜 26:15 - 26:45                    | テレビ東京系                                         |
| 日本全域   | AT-X         | 2001年4月19日 - 10月11日 | 木曜 9:00 - 9:30 （リピート放送あり） | スカイパーフェクTV! スカパー! 一部ケーブルテレビなど |
| 日本全域   | アニマックス |                          |                                       | スカイパーフェクTV! スカパー! 一部ケーブルテレビなど |

- 備考

AbemaTVでも配信されている。

## 関連商品

### プラモデル
- コトブキヤ Z.O.E Dolores, I ドロレス